# 打撃投手
打撃投手（だげきとうしゅ）は、打者の打撃練習のための球を投げる投手。
バッティングピッチャー（B・P）、略してバッピとも呼ばれる。ただしこれは和製英語であり、英語圏ではbatting-practice pitcherである（野球用語一覧参照）。

## 概要

### 役割
打撃練習の際に意図的に打者に打たせる球を投げるのが打撃投手の役割である。ピッチングマシンと異なり、実際の人間が投じる生きた球を打つことはより実戦的な練習となるため、プロ・アマを問わず打撃投手は需要がある。投球はマウンドから行う場合もあれば、より打者に近い位置から投げる場合もある。ピッチャー返しの打球による危険を防止するため、投手の前にはL字型のネットが設置される。また、高校野球においてはヘッドギアの着用が義務付けられている。
今浪隆博は「なぜプロの選手は打撃投手で苦手な球の練習をしないのか?」という質問に対し「課題克服は自主練習でやる」「特定の球種ばかり投げさせると打撃投手の感覚が狂って打撃投手に迷惑が掛かる」「生き残りを懸けた戦いなので、キャンプ中の公開練習でも苦手な球を打てない姿を晒す必要はない」「速過ぎる球ばかりを打つとフォームを崩しやすい」と説明している。

## プロ野球

### NPB
現在のプロ野球においては各球団とも専門の打撃投手と契約、所属しており、主に現役を引退した直後の選手が務めることが多いが、引退からやや期間が空いた選手も配置転換や異動などで打撃投手に就任することもあり、引退後の選手の受け皿ともなっている。
2003年に大阪近鉄バファローズで現役を引退した島田直也が、翌年から最初に所属した北海道日本ハムファイターズの打撃投手として復帰した際のテレビドキュメントでは、
1. 打たれない投球から、打たれる投球をしなければならない
2. 打球の行方を確認することなく黙々と投げる
3. 短時間（現役投手の半分以下の時間である10分程度）でウォーミングアップしなければならない

といった打撃投手ならではの苦労が紹介された。
専門職としての打撃投手の元祖は、佐藤玖光である。佐藤は、1975年から1998年にかけて広島東洋カープで打撃投手を務め、1995年には長年の功績を讃えられてセントラル・リーグから特別表彰を受けた人物である。また、それに近い立場として西村省一郎（南海ホークス）がおり、1970年に事実上の現役引退を表明後も南海に残り、スコアラーやマネージャーなどを兼任しながら打撃投手を務めていた。さらに近年では、千葉ロッテマリーンズの寮長を兼任しながら70歳まで打撃投手を務めた池田重喜や、還暦を過ぎるまで打撃投手を務めた水谷宏のような例もある。
投手には即戦力として期待されつつドラフト上位での入団を果たした選手も多くいるが、現役時代にエースと呼ばれるほどの活躍を見せ、知名度も抜群の往年の名選手も、プロ入り時にはドラフト下位またはドラフト外だった選手もいる。そういった選手は入団直後から打撃投手として起用されるのが当時では一般的で、打撃投手としての起用を経て大成した選手には、ドラフト制度導入前に稲尾和久・小山正明、導入後は西本聖といった選手が存在する。また、江本孟紀は春季キャンプのフリー打撃に登板して制球を乱すが、懸命な投げ込みによって制球力を上げることに成功し、移籍先の南海ホークスではエースとして活躍したほか、ダイエー時代の下柳剛は「毎日中継ぎ登板、毎日打撃投手」という過酷な投げ込みで制球力を改善させ、その後は阪神タイガースなどで長きに渡って活躍した。
少数ではあるが、益山性旭・有沢賢持・中山裕章・西清孝・栗山聡のように、打撃投手から現役復帰を果たした例や、佐伯和司のように事実上現役引退して打撃投手に専念していた期間も、形式的に現役選手として支配下登録されていた例もある。また、古賀英彦・入来祐作・杉山賢人などは打撃投手を経てコーチに就任した経歴を持つ。また、打撃投手からスカウトやスコアラー等他の球団スタッフに配置転換されるケースも少なくない。
特定の強打者とペアを組む「専属打撃投手」も存在する。オリックス・ブルーウェーブ時代のイチローの専属打撃投手だった奥村幸治や、金本知憲と共に広島東洋カープから阪神タイガースへ移籍した多田昌弘がその一例である。また、北野明仁は、キャンプ・シーズン中に加えオフシーズンにも（個人的な契約を交わした上で）松井秀喜のパートナーとして自主トレーニングに参加した。
コーチの人数が多いチームでは、コーチ登録から外れた人員をベンチ入りさせるために、形式的にブルペン捕手・打撃投手・スコアラー・マネージャーなど他の役職で登録させたことがあり、内野および外野担当の守備コーチや打撃コーチなどが「打撃投手」として登録された事例がある。
年俸
平均的な年俸は500万円から800万円程度とされるが、1,000万円クラスの打撃投手も存在する。これは投球以外にも、スコアラーや用具係など裏方の業務を兼ねる場合が多いためである。
背番号
現役選手では無いために3桁（100番台、200番台）であることが多いが、2桁（80番台・90番台が多い）も存在する。また、埼玉西武ライオンズと2010年の読売ジャイアンツの打撃投手は、01番や02番といった10の位が0番台の2桁の背番号を着用している（00番を除く）。北海道日本ハムファイターズでは打撃投手は2006年までは全員2桁の背番号であったが、2007年より打撃投手の背番号を廃止している。
その他
春や秋のキャンプにおいては、監督やコーチが打撃投手を務める光景が見られる。

### MLB
メジャーリーグベースボール（MLB）では、チームに専属の打撃投手は存在せず、主にバッティングマシンを相手に打撃練習を行う。打撃投手が必要な場合は、コーチやマイナーリーグの選手が投げたり、アルバイトを雇う。

## 事故
打撃投手は現役選手に打たれるのが仕事であるが、僅かながら事故も発生しており非常に危険な業務である。
1969年3月14日午後9時頃、西鉄ライオンズの雨天練習場で練習していた宇佐美和雄の左胸に、同僚の打球が直撃した。宇佐美は一度立ち上がったもののすぐに再び倒れ込み、人工呼吸や酸素吸入などの措置が施されたが、宇佐美は外傷性ショックのため30分後に死亡した。
中日ドラゴンズで打撃投手を務めていた平沼定晴も、立浪和義の打撃練習の際に防護ネットをすり抜けた強い打球を脇腹に受けたことがある。打撃投手は、本来なら110〜120km/hの比較的遅い球をマウンドの少し前から投げるが、立浪は30代半ばから「早いボールを打つ」練習を重点的に取り組んでいたために、平沼と清水治美の協力を得て距離を詰めて練習を行なっており、その最中に起きた事故だった。平沼は心配する立浪に対して「大丈夫」と言いつつ、最後まで練習相手を務めたが、後で病院の診察を受けた際に肋骨骨折の重傷を負っていたことを知ったという。
2020年2月19日には、沖縄県金武町で行われていた東北楽天ゴールデンイーグルスの一軍キャンプにて、打撃投手の戸村健次が自らの前に置かれた防護ネットのフレームに当たった打球を額に受けて倒れ込み、救急搬送される事故が発生した。戸村は沖縄県内の病院で頭蓋骨多発骨折と軽度の前頭葉脳挫傷と診断され、この事故を受けて球団は安全対策として打撃投手にヘルメットの着用を義務付けたほか、戸村をスコアラーに異動させた。